# Bromelia ignaciana
Espèce
Classification phylogénétique
Bromelia ignaciana est une espèce de plantes à fleurs de la famille des Bromeliaceae. C'est une plante tropicale endémique de Bolivie et décrite en 2003.

## Distribution
L'espèce est endémique de Bolivie.